# Нахала (организација)
Нахала (хебр. נחלה, енгл. Nachala) је радикална израелска организација која промовише насилно насељавање и која помаже млађим насељеницима и гради нова илегална израелска упоришта на Западној обали. Њихова амбиција је да Израел анектира и Појас Газе и Западну обалу.  Организација је основана 2005. године а вође су биле Гуш Емунима, рабин Моше Левингер и Данијела Вајс.

## Финансирање
У септембру 2015. године организација је основала „Национални фонд за изградњу Ерец Израел“, а догађају покретања присуствовали су многи министри, чланови Кнесета и друге јавне личности десничарског крила, укључујући Израела Каца (Ликуд), Микија Зохара (Ликуд), Урија Аријела (Јеврејски дом), рабина Елија Бен Дахана (Јеврејски дом) и вођу насељеника Данијелу Вајс. Фонд је наводно требало да прикупља, а затим исплаћује средства јеврејским насељеницима како би купили палестинску земљу на Западној обали и у долини Јордана.
Члан Нахале је известио да су послали представнике на Флориду да помогну у прикупљању новца за организацију и да добијају финансирање од неколико група у Сједињеним Државама, укључујући Американце за безбедан Израел. Прикупили су средства за насеља користећи платформу за групно финансирање Хабад, а пријављено је да је 5 милиона шекела (1,4 милиона америчких долара) прикупљено за три дана за неовлашћене испостављене положаје на Западној обали 2022. године.

## Акције
Током првих разговора Трампове администрације о мировном плану између Израела и Палестинске управе 2019. године, организација је поставила протестни камп испред резиденције премијера у Јерусалиму. Протест је позивао на одбијање сваког плана који укључује повлачење, а уместо тога је истицао план бившег премијера Ликуда Јицака Шамира да оснује нова насеља на Западној обали и тамо насели око два милиона Јевреја. Убрзо након тога, објавили су документ који су потписали десетине десничарских министара и чланова Кнесета, где су се обавезали да ће радити на реализацији Шамировог плана и отказивању плана две државе.
У јулу 2022. године, група је путем видео објаве тадашњег директора Цвија Елимелеха Шарбафа објавила да ће створити три илегална положаја на Западној обали. Изјавио је: „Постављамо јасан захтев. Реците 'не' Арапима који преузимају контролу над отвореним просторима [у области Ц Западне обале] и реците 'да' Јеврејима који преузимају контролу над свим овим отвореним просторима.“ Чланови групе су евакуисани из подручја на Западној обали након што су проглашена илегалним, након што су стотине досељеника, укључујући породице са малом децом, поставиле шаторе у бројним областима око Западне обале. Док је један вођа досељеника назначио да је план да се настави са премештањем локација, министар јавне безбедности Омер Барлев, полиција и IDF су их упозорили да су њихове акције незаконите и да ће довести до хапшења.
Убрзо након напада 7. октобра, организација је твитовала на X (раније познатом као Твитер) кривицу за нападе и насиље на недостатак насеља у Гази, уз позив на предложену конференцију у јануару 2024. године. У јануару 2024. године, организација је била домаћин конференције на којој су поднели петицију за стварање израелских насеља у Гази након завршетка рата у Гази. Данијела Вајс, директорка организације, рекла је новинарима да су напади 7. октобра променили историју и да је „то крај присуства Арапа у Гази. То је крај... Уместо њих, биће много, много Јевреја који ће се вратити у насеља, који ће градити нова насеља.“
Крајем фебруара 2024. године, организација је промовисала илегалне досељенике који су покушали да се населе у северној Гази након што су пробили гранични прелаз Ерез између северне Газе и Израела. Организација је покушај подизања зграда назвала Новим насељем Нисанит и објавила више слика зграде и активиста.

## Пријем

### Подршка
Организација је добила значајну подршку десничарских и верских јавних личности за свој план из 2022. године да истовремено створи три илегална положаја, укључујући посланике, бивше министре попут Безалела Смотрича, главног ашкенаског рабина Јерусалима Аријеа Штерна и градоначелнике насеља. Године 2022, израелска министарка унутрашњих послова Ајелет Шакед назвала их је „дивном омладином“ и „правом инспирацијом“.

### Контроверзе
Иницијатива је изазвала контроверзе међу заједницом досељеника. Од јула 2022. године, члан групе је био под истрагом због убиства Палестинца током „извиђачке операције“ у Начали. Левичарска организација „Мир сада“ суочава се са потезима насељавања у Нахали, укључујући и физичко супротстављање њиховим покушајима да створе нова илегална насеља.

#### Санкције
Начала је санкционисана од стране Уједињеног Краљевства у мају 2025. године, заједно са суоснивачицом Данијелом Вајс. Влада Уједињеног Краљевства је изјавила да је Начала одговорна за „олакшавање, подстицање, промоцију и пружање логистичке и финансијске подршке за успостављање илегалних испостављених положаја и присилно расељавање Палестинаца у Израелу и на окупираним палестинским територијама“.